# 派拉斯港
派拉斯港是玻利維亞的城鎮，位於該國東部，由聖克魯斯省負責管轄，距離首府聖克魯斯47公里，海拔高度297米，每年平均降雨量約1,000毫米，2010年人口3,258。

## 外部連結
- Map of Andrés Ibáñez Province

17°40′S 62°47′W / 17.667°S 62.783°W